# AA Aparecidense
AA Aparecidense is een Braziliaanse voetbalclub uit Aparecida de Goiânia, in de deelstaat Goiás.

## Geschiedenis
De club werd in 1985 opgericht en speelde in 1997 voor het eerst in de hoogste klasse van de staatscompetitie. Pas in 2005 speelde de club er een tweede keer en bleef er nu twee seizoenen. Na nog één seizoen in 2009 keerde de club in 2011 terug en werd nu een vaste waarde in de competitie. In 2012 mocht de club voor het eerst deelnemen aan de Série D. Na een uitschakeling in het eerste seizoen kon de club in 2013 de tweede ronde bereiken tegen Tupi en werd daar uitgesloten omdat iemand van de club het veld op kwam om een goal tegen te houden in de 89ste minuut. In 2016 bereikte de club opnieuw de tweede ronde en werd nu uitgeschakeld door Ceilândia. Ook in 2017 was de tweede ronde het eindpunt, nu tegen América de Natal. 
Nadat de club in 2015 vicekampioen geworden was van de staatscompetitie mochten ze deelnemen aan de Copa do Brasil 2016. Daar maakten ze furore door de grote club Sport do Recife uit te schakelen. In de tweede ronde gingen ze er echter uit tegen Ypiranga de Erechim. Ook in de Copa do Brasil 2018 werden ze een giantkiller door Botafogo uit te schakelen, ook nu gingen ze er in de tweede ronde tegen een lagere club, Cuiabá, uit. In 2020 bereikte de club de kwartfinale van de Série D en werd daar verslagen door Mirassol. In 2021 werd de club kampioen van de Série D en promoveerde zo naar de Série C, waar de club drie seizoenen speelde. 

## Erelijst
Série D
2021